# 劉增泉
劉增泉（1959年—），臺灣歷史學者，出生於中華民國福建省連江縣，曾著作多本歷史相關書籍。

## 學經歷
目前任職於淡江大學歷史系及輔仁大學進修部歷史系。擁有巴黎索邦大學西洋史博士學位及法國國家高等社會科學院文化史博士學位，專攻為羅馬史和中世紀的拜占庭帝國歷史。

## 事蹟
劉增泉是台灣專攻西洋的上古史和中古史等領域的著名學者，近年來積極翻譯法國歷史學名作並編寫多本西洋史相關著作。對於近年有些學者僅將歷史學局限文化史的範圍，劉增泉主張歷史不只有文化史，而是包函全面性的歷史。其著作豐富，廣被中華民國國內的各大學所採用，也是大國崛起系列的法國篇導讀序文作者。

## 主要著作
| 五南出版社 - 西洋中古史 - 西洋上古史 - 希臘文化史：文明的興起 - 羅馬文化史：權力與榮耀 - 西洋文化史 - 古代羅馬人的旅行世界 - 法國史 - 世界現代史 三民書局 - 希臘史 | 文史哲出版社 - 古代中國與羅馬之關係 國立編譯館 - 歷史從蘇美人開始 - 中歐西歐的羅馬行省和社會宗教 - 中歐西歐的羅馬行省 - 文藝復興藝術觀 - 拜占庭帝國與東正教世界 出版社不明 - 馬祖宗族群發展 |

## 資料來源
1. ↑  . 淡江大學歷史學系網站.   [2011-01-26]. （原始内容存档于2012-01-11） （中文（臺灣））.

## 外部連結
- 劉增泉教授
- 大國崛起『法國』導讀[永久]
- 專訪劉增泉教授 （页面存档备份，存于）